# Boris Grišin
Boris Dmitrievič Grišin (in russo Борис Дмитриевич Гришин?; Mosca, 4 gennaio 1938) è un ex pallanuotista sovietico, vincitore di una medaglia d'argento a Città del Messico 1968 ed una di bronzo a Tokyo 1964.
È il padre di Evgenij e marito di Valentina Rastvorova.